# Grand Prix ISU juniores in Spagna
Il Grand Prix ISU juniores in Spagna è una competizione internazionale di pattinaggio di figura. Si tiene in autunno in alcuni anni e fa parte del circuito Grand Prix ISU juniores di pattinaggio di figura. Le medaglie sono assegnate nelle discipline del singolo maschile, singolo femminile, coppie e danza su ghiaccio.

## Vincitori

### Singolo maschile
| Anno          | Luogo      | Oro                 | Argento         | Bronzo           | Dettagli |
| 2008          | Madrid     | Armin Mahbanoozadeh | Artur Gačinskij | Tatsuki Machida  | [ 1 ]    |
| 2014 (finale) | Barcellona | Shōma Uno           | Sōta Yamamoto   | Aleksandr Petrov | [ 2 ]    |
| 2015          | Logroño    | Nathan Chen         | Daniel Samohin  | Zhang He         | [ 3 ]    |
| 2015 (finale) | Barcellona | Nathan Chen         | Dmitrij Aliev   | Sōta Yamamoto    | [ 4 ]    |

### Singolo femminile
| Anno          | Luogo      | Oro                | Argento             | Bronzo          | Dettagli |
| 2008          | Madrid     | Kristine Musademba | Becky Bereswill     | Kanako Murakami | [ 1 ]    |
| 2014 (finale) | Barcellona | Evgenija Medvedeva | Serafima Sachanovič | Wakaba Higuchi  | [ 2 ]    |
| 2015          | Logroño    | Yuna Shiraiwa      | Alisa Fedičkina     | Yura Matsuda    | [ 3 ]    |
| 2015 (finale) | Barcellona | Polina Curskaja    | Marija Sotskova     | Marin Honda     | [ 4 ]    |

### Coppie
| Anno          | Luogo      | Oro                                | Argento                         | Bronzo                              | Dettagli |
| 2014 (finale) | Barcellona | Julianne Séguin / Charlie Bilodeau | Lina Fëdorova / Maksim Miroškin | Marija Vigalova / Egor Zakroev      | [ 2 ]    |
| 2015 (finale) | Barcellona | Ekaterina Borisova / Dmitrij Sopot | Anna Dušková / Martin Bidař     | Amina Atachanova / Il'ja Spiridonov | [ 4 ]    |

### Danza su ghiaccio
| Anno          | Luogo      | Oro                                      | Argento                         | Bronzo                                   | Dettagli |
| 2008          | Madrid     | Ekaterina Rjazanova / Jonathan Guerreiro | Maia Shibutani / Alex Shibutani | Anastasija Vychodceva / Oleksij Šums'kyj | [ 1 ]    |
| 2014 (finale) | Barcellona | Anna Janovskaja / Sergej Mozgov          | Alla Loboda / Pavel Drozd       | Betina Popova / Jurij Vlasenko           | [ 2 ]    |
| 2015          | Logroño    | Marie-Jade Lauriault / Romain Le Gac     | Betina Popova / Jurij Vlasenko  | Elliana Pogrebinsky / Alex Benoit        | [ 3 ]    |
| 2015 (finale) | Barcellona | Lorraine McNamara / Quinn Carpenter      | Alla Loboda / Pavel Drozd       | Rachel Parsons / Michael Parsons         | [ 4 ]    |